# Lisa Ann Karcić
Lisa Ann Karcić (ur. 11 listopada 1986) – chorwacka koszykarka, reprezentantka kraju, uczestniczka Igrzysk Olimpijskich w Londynie.

## Kluby
- Cajarural